# Iglesia ortodoxa
La Iglesia ortodoxa, formalmente llamada Iglesia católica apostólica ortodoxa, es una comunión cristiana, cuya antigüedad, tradicionalmente, se remonta a Jesucristo y a los doce apóstoles, a través de una sucesión apostólica nunca interrumpida. Cuenta con entre 225 y 300 millones de fieles en todo el mundo.
En griego se llama Ορθόδοξη Καθολική και Αποστολική Εκκλησία (Orthódoxi Katholikí ke Apostolikí Ekklisía).
La Iglesia ortodoxa se considera la heredera de todas las comunidades cristianas de la mitad oriental del Mediterráneo, reclamo no aceptado por las Iglesias ortodoxas orientales. Su doctrina se estableció en una serie de concilios, de los cuales los más importantes son los siete «concilios ecuménicos», que tuvieron lugar entre los siglos IV y VIII. Tras varios desencuentros y conflictos, el 16 de julio de 1054 la Iglesia ortodoxa y la Iglesia católica se separaron en el llamado «Cisma de Oriente y Occidente». El cristianismo ortodoxo se difundió por Europa Oriental gracias al prestigio del Imperio bizantino y a la labor de numerosos grupos misioneros.
La Iglesia ortodoxa está constituida por catorce o, según algunas de ellas, quince Iglesias autocéfalas, las cuales, aunque mantienen entre sí la unidad doctrinal y sacramental, son gobernadas por una jerarquía independiente encabezada por un patriarca, arzobispo o metropolitano (por ejemplo, el patriarca de Alejandría, de Antioquía, de Jerusalén, etc.) que hace de autoridad suprema en su propia Iglesia, reconociendo un primado de honor al patriarca de Constantinopla.

## Distribución geográfica

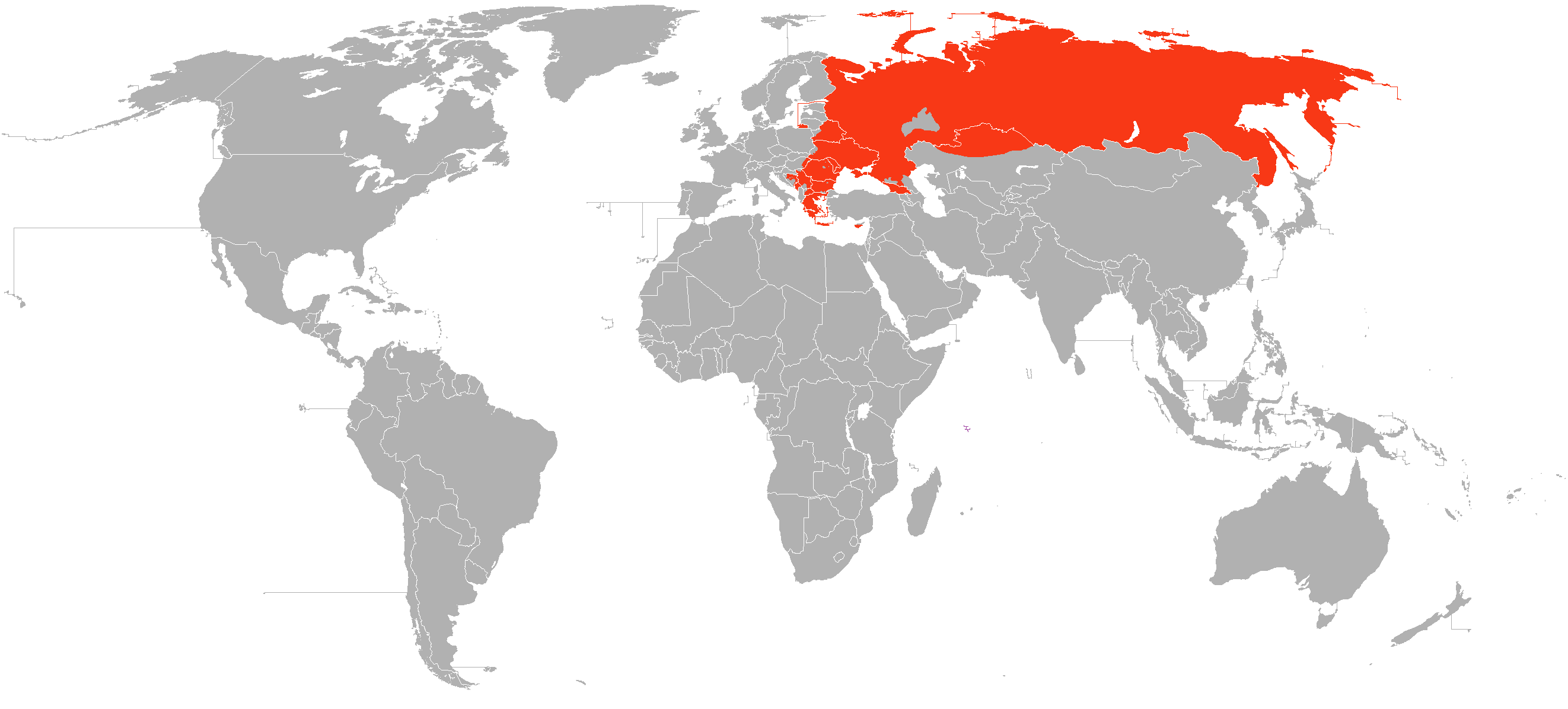
Países y regiones donde es mayoritario el cristianismo ortodoxo.

En la actualidad, el cristianismo ortodoxo es la religión predominante en Bielorrusia, Bulgaria, Chipre, Georgia, Grecia, Macedonia del Norte, Moldavia, Montenegro, Rusia, Rumanía, Serbia y Ucrania.
Hay comunidades grandes en Kazajistán (44 % de la población), Letonia (35 %), Bosnia-Herzegovina (31 %), Albania (20 %), Kirguistán (20 %), Estonia (16 %), Turquía (10%), Líbano (10 %), Uzbekistán (9 %), Turkmenistán (9 %), Siria (4,5 %), Croacia (4,4 %), Lituania (4,1 %), Uganda (4 %) y Cisjordania. Se encuentran también en Israel custodiando algunos de los Santos Lugares, especialmente en Jerusalén.
Debido a la emigración, existen también comunidades ortodoxas importantes en Alemania, Argentina, Australia, Canadá, Chile, Colombia, Cuba, España, Estados Unidos, Francia, Reino Unido, Italia, México, Paraguay, Perú, República Dominicana, Venezuela, Honduras y Guatemala.

## Doctrina

### Salvación
Según los cristianos ortodoxos, el hombre fue creado en perfecta comunión con Dios, pero se alejó de Dios por el pecado. Librarse de las torturas infernales después de la muerte, y ganar la vida eterna, esto es, la salvación, se consiguen gracias a Jesucristo por su Encarnación y por la doble naturaleza de su persona: una humana (caída por el pecado ancestral) y la otra divina. Esa unión llevó a la transformación de la naturaleza humana en el proceso de su resurrección. O sea, al pasar ese proceso gracias a la parte divina, la parte humana recibió nuevas cualidades que no podía adquirir por sí misma. Desde entonces todo ser humano lleva ese potencial de transformación y obtención de la vida eterna que se revela, si cree que Jesucristo es el «salvador» y sigue su doctrina original expuesta en los trabajos de los santos apóstoles, los evangelistas y padres de la iglesia.

### La Trinidad

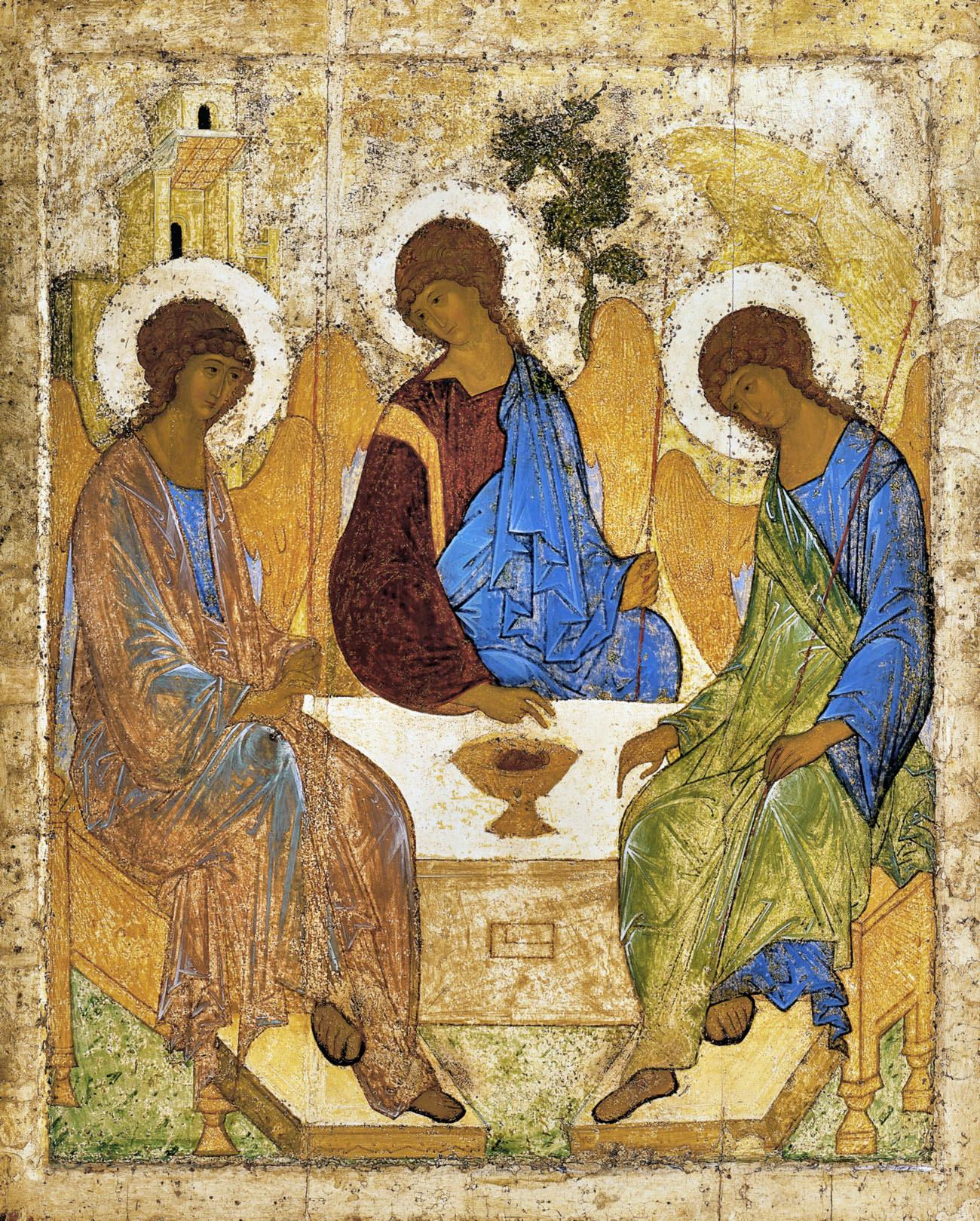
La Trinidad del Antiguo Testamento, icono de Andréi Rubliov; comienzos del.

La doctrina de la Iglesia ortodoxa, con respecto a la Trinidad, se encuentra resumida en el Símbolo Niceno-Constantinopolitano. Los cristianos ortodoxos (como los cristianos católicos) creen en un solo Dios, que a la vez es uno y «trino»: Padre, Hijo y Espíritu Santo, de una sola naturaleza e indivisible. La Santísima Trinidad son tres personas distintas e inconfundibles, cada una de las cuales es una hipóstasis de la Trinidad, que comparte una misma esencia, increada, inmaterial y eterna. Al explicar la relación de Dios con el mito de la creación, los teólogos distinguen la esencia eterna de Dios de sus «energías increadas», aunque se advierte que dicha distinción es artificial y no hay división posible en Dios. Tanto las energías como la esencia son, de forma inseparable, Dios. La distinción es usada por los teólogos para explicar cómo Dios puede ser al mismo tiempo trascendente (su «esencia» se mantiene fuera e infinita) e inmanente, interviniendo en su creación (sus «energías increadas» interactúan con su creación).

### Tradición
La Iglesia ortodoxa, según su tradición, se considera la continuación de la iglesia establecida por Jesús y sus apóstoles. La constancia e inmutabilidad de los dogmas de la doctrina cristiana original se consideran una de las virtudes principales de dicha Iglesia. Se supone que cualquier cambio considerable de la doctrina se puede hacer solo por medio de un concilio ecuménico, o sea de todo el mundo cristiano, una cosa no hecha en la Iglesia ortodoxa ya por muchos siglos desde el Cisma con la Iglesia católica, la cual por su parte ha continuado convocando concilios ecuménicos, unida bajo la autoridad del papa de Roma.
Al igual que la Iglesia católica, la Iglesia ortodoxa posee la autoridad de canonizar o beatificar. Cuando alguna de las Iglesias ortodoxas autocéfalas engrosa su santoral, ella obligatoriamente avisa sobre eso a todas las demás Iglesias hermanadas.
Tanto como la Iglesia católica, la Iglesia ortodoxa considera suya toda la historia de la Iglesia precismática. Por eso, la mayoría de los santos católicos precismáticos occidentales son santos de la Iglesia ortodoxa, por ejemplo, santa Mónica, san Lorenzo, san Hermenegildo, etc.

### Jerarquía

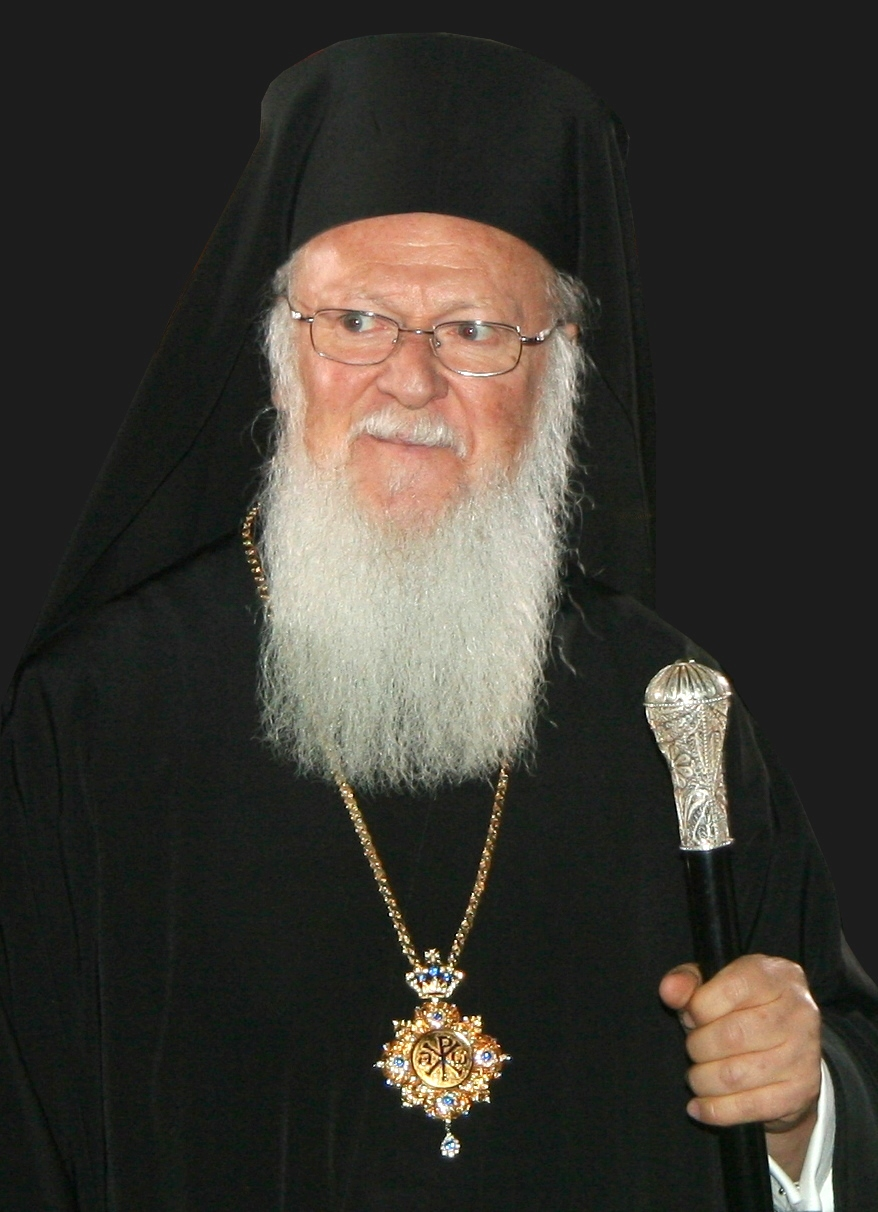
Patriarca de Constantinopla y Patriarca Ecuménico Bartolomé I, primus inter pares.

Únicamente se considera como la cabeza de la Iglesia en su totalidad a Jesucristo, mientras que las cabezas de las iglesias autocéfalas, los patriarcas y metropolitanos, se tratan como iguales, pero respetando el honor del Patriarca de Constantinopla de ser el primus inter pares, el título que significa supremacía meramente simbólica. Esa igualdad diferencia la Iglesia católica ortodoxa, presidida por una línea formalmente horizontal de arzobispos, de la Iglesia católica, cuya cabeza, el papa, es considerado por los ortodoxos como quien poseyó el título de primus inter pares antes del Gran Cisma.
La función principal del primus inter pares, como líder simbólico honorífico del mundo cristiano, era presidir los concilios ecuménicos. Este cargo actualmente lo ocupa Bartolomé I.
Las sedes de los patriarcas, por su mayor parte, se encuentran en las capitales de los países, cuyas iglesias ortodoxas nacionales ellos presiden. La sede del patriarca ecuménico se encuentra en Constantinopla, la actual Estambul en Turquía, en el barrio de Fanar.
La aparición, o sea independización legítima, canónica, de una nueva Iglesia ortodoxa es posible solo con el reconocimiento de su autocefalia (el derecho de autogobernación) por todas las Iglesias ortodoxas hermanadas (término usual no canónico ya que dogmáticamente se consideran partes de una sola Iglesia establecida por Cristo). Las Iglesias no reconocidas al menos por una de las autocéfalas (o sea sin su patrocinio) no se consideran parte de la comunión de Iglesias ortodoxas canónicas, herederas de la tradición apostólica y de la gracia de Dios, transmitida con una línea de los sacerdotes nunca interrumpida desde el día de Pentecostés.

## Historia

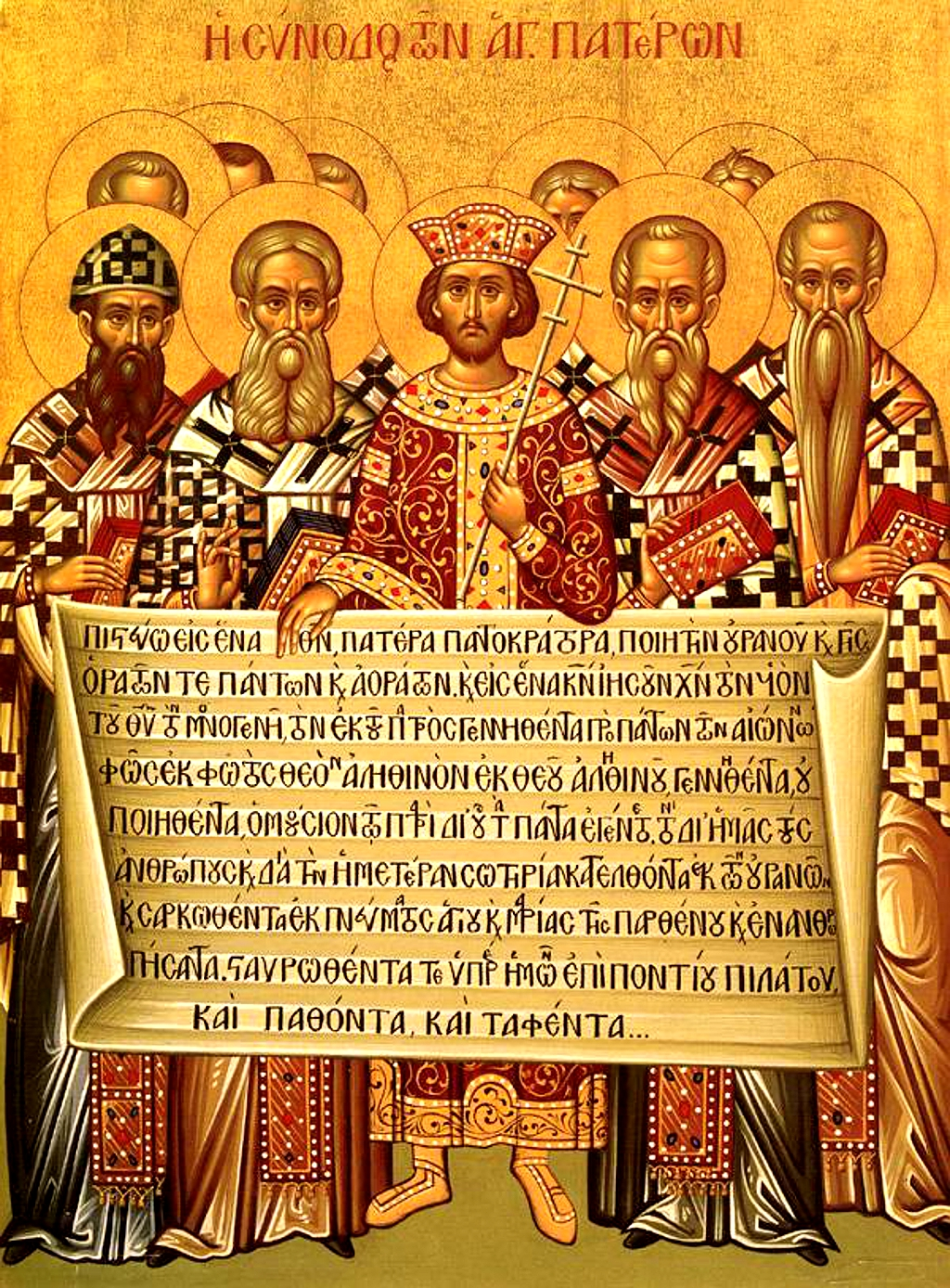
Los padres del Primer Concilio Ecuménico (el año 325). El texto mostrado no es el Credo de Nicea (325) sino el litúrgico, basado en la revisión del Concilio de Constantinopla I (381).

Entre los siglos VIII y XI, se produjo la definitiva maduración de la Iglesia ortodoxa griega en torno a la figura del patriarca de Constantinopla. Los otros patriarcados orientales reconocidos en el Concilio de Calcedonia del año 451 (Alejandría, Antioquía, Jerusalén), habían perdido importancia al ser sometidos sus territorios en el dominio islámico, y las relaciones con Roma eran lejanas, aunque todavía frecuentes, al estar situada esa ciudad, desde el punto de vista bizantino, en la periferia del mundo civilizado.
El papa parecía más atento a lo que ocurría en la nueva cristiandad occidental, aunque todavía, mientras duró el dominio imperial en el exarcado de Rávena, varios papas fueron de origen griego o sirio. La mayoría de los papas precismáticos considerados santos por la Iglesia católica antes de 1054 también lo siguen siendo para la Iglesia ortodoxa, por ejemplo, Clemente I, Martín I, Agapito I, etc.
El episcopado oriental reconocía al obispo de Roma un primado de honor, pero entendía que las decisiones doctrinales y disciplinarias debían de ser tomadas por los Patriarcas conjuntamente o en un concilio general, ecuménico, y nunca abandonó lo esencial de esta postura, incompatible con el auge de la primacía papal y su evolución desde la segunda mitad del siglo VIII.
Roma, por su parte, no estaba dispuesta a aceptar la rivalidad imperial a que estaba sujeta la iglesia en el Imperio bizantino con su idea de «sinfonía» entre el poder del Emperador y el Patriarca; solo entendiendo esta diversidad de puntos de vista, se pueden comprender las razones que acabaron separando a las dos iglesias, más, incluso, que sus divergencias dogmáticas y de uso litúrgico, aunque a través de ellas se manifestaban maneras distintas de entender la religiosidad: uso de lenguas diferentes, calendarios litúrgicos y, en parte, santorales específicos, sensibilidad especial respecto al culto a los iconos, cánones también diversos. Buen ejemplo de eso, son las actas del Concilio Quinisexto (año 692), que el papa de Roma denegó aprobar, aunque sus legados en Constantinopla lo firmaron, pero que a la vez son «una de las bases esenciales del Derecho canónico bizantino» (Ducellier) en cuestiones importantes, tales como el celibato sacerdotal.
De hecho, los últimos concilios ecuménicos que se celebraron en Oriente y en los que estaban presentes los legados del papa fueron los de Nicea en el año 787 y Constantinopla en el 869. Después se restañó la ruptura producida por el enfrentamiento entre el Patriarca constantinopolitano Focio y el papa Nicolás I. Desde entonces, en la doctrina de la Iglesia católica los ortodoxos son mencionados también como «focianos». En lo sucesivo, la Iglesia bizantina y las que se crearon a partir de ella se organizaron mediante sus propios concilios o sínodos.

## Organización

Territorios canónicos de las Iglesias ortodoxas (2022)

### Iglesias autocéfalas

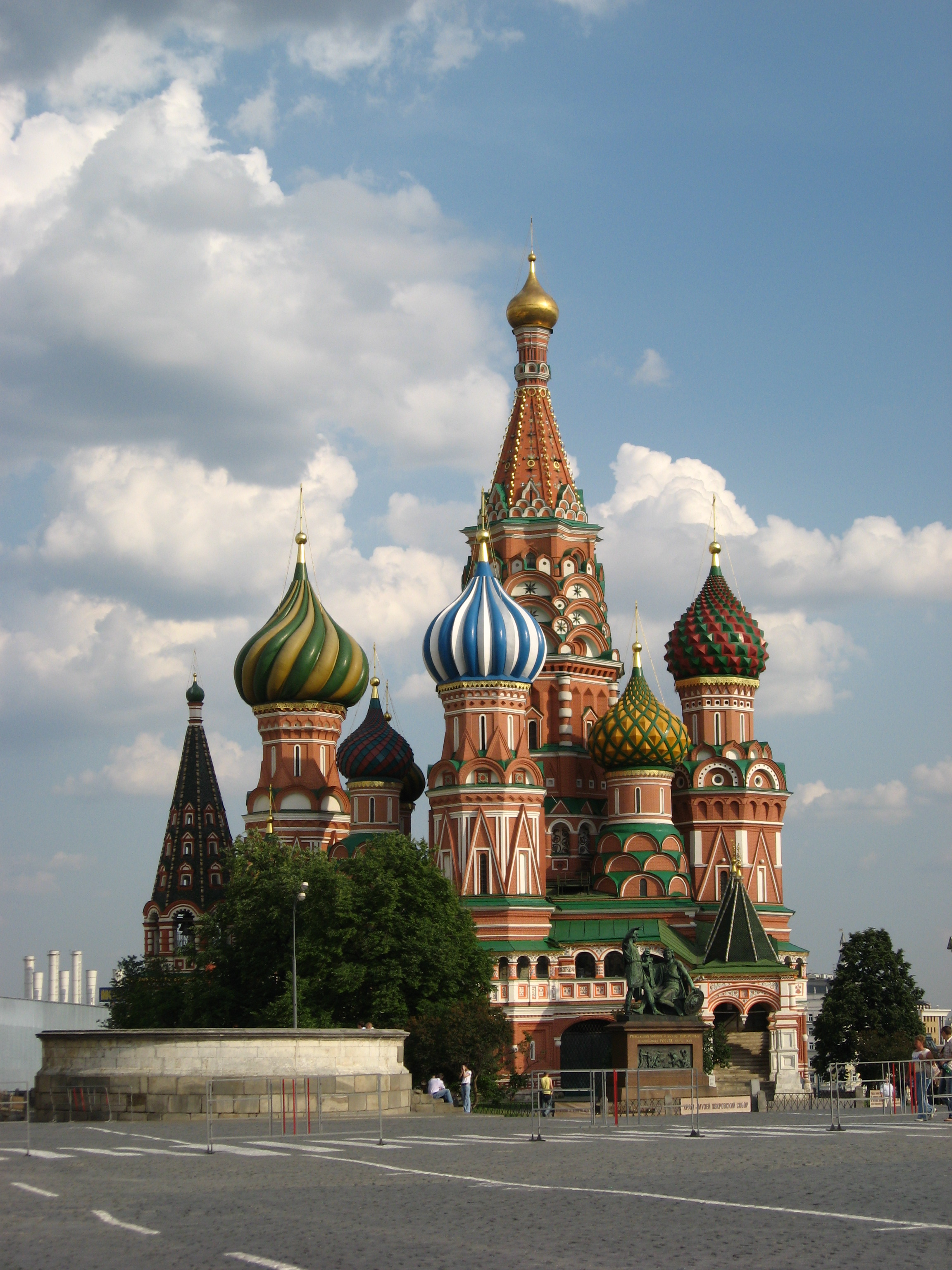
Catedral de San Basilio de la Iglesia ortodoxa rusa en Moscú.

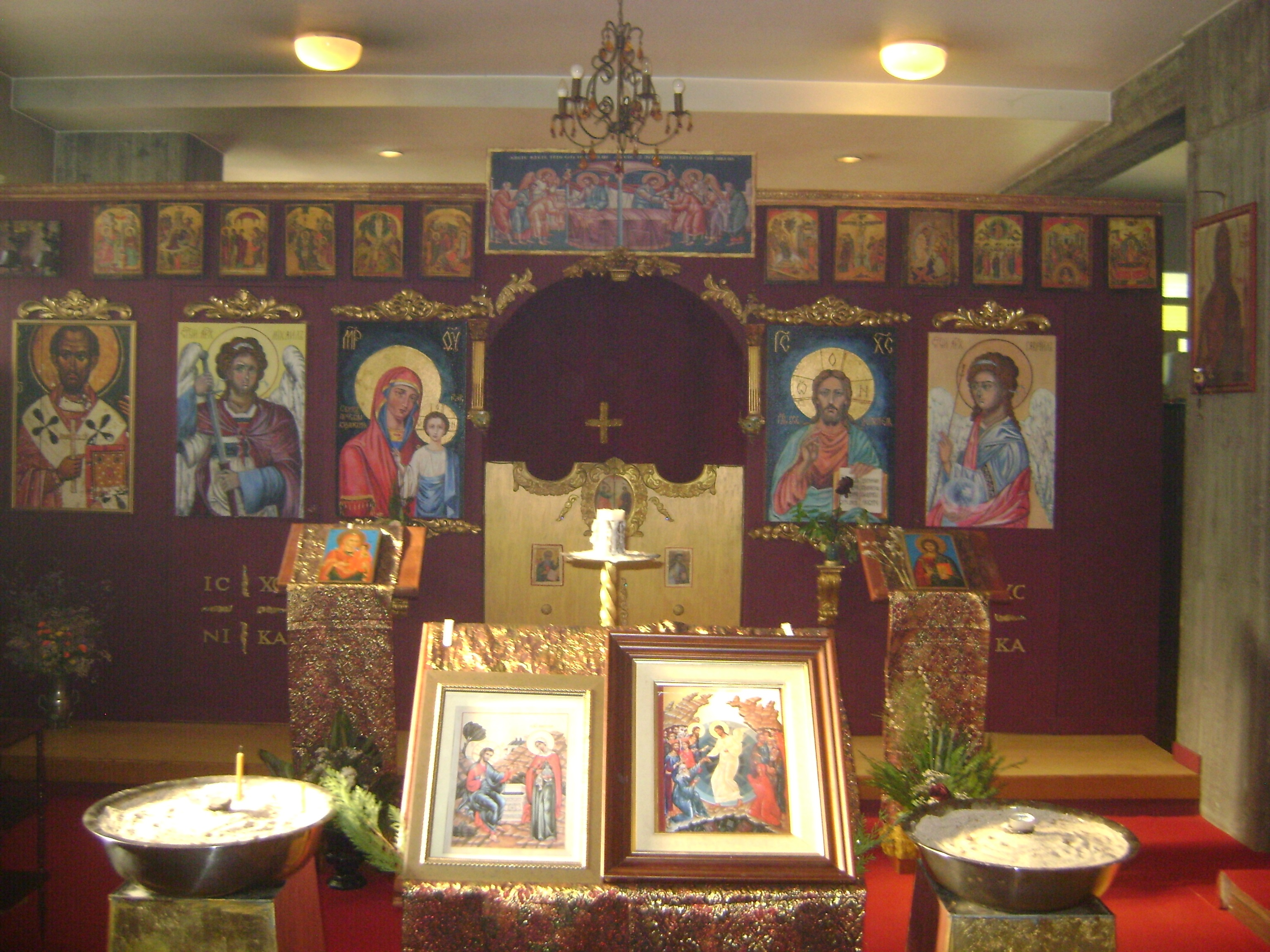
Interior de una iglesia ortodoxa del patriarcado de Serbia en La Coruña, Galicia (España).

Sobre la base de su interpretación del canon 28 del Concilio de Calcedonia, el patriarca de Constantinopla sostiene que posee autoridad en los territorios ubicados fuera de los límites canónicos de otras Iglesias autocéfalas reconocidas, por lo que afirma su potestad en ellos para declarar o suprimir la autocefalia o autonomía de una Iglesia regional, así como también el de crear o suprimir patriarcados y delimitar su territorio canónico. De esta manera el patriarca de Constantinopla se niega a reconocer la autocefalia o autonomía de las Iglesias creadas en esos territorios sin su asentimiento. Estas prerrogativas son rechazadas por la Iglesia rusa y por las Iglesias eslavas en general.
Las Iglesias autocéfalas poseen independencia administrativa, incluyendo la potestad de crear diócesis y nombrar sus obispos (incluyendo el patriarca, arzobispo o metropolitano que encabeza la iglesia) y de resolver sus problemas internos sin acudir a ninguna autoridad eclesiástica superior. Aunque actúan de forma independiente, las Iglesias autocéfalas se encuentran normalmente en comunión entre sí formando la Iglesia que consideran «Una, Santa, Católica y Apostólica». La comunión entre las Iglesias se expresa en la lectura de las dípticas, en las cuales los primados en comunión son mencionados por orden de precedencia.
Los cuatro patriarcados que existen desde antes del cisma de 1054 son en orden de precedencia:
1. Iglesia ortodoxa de Constantinopla, presidida por Bartolomé I, patriarca ecuménico. Cuenta con 3,5 millones de fieles.
2. Iglesia ortodoxa de Alejandría, presidida por Teodoro II, papa y patriarca de Alejandría y toda África. Cuenta con 500 000 fieles.
3. Iglesia ortodoxa de Antioquía, presidida por Juan X Yazigi, patriarca de Antioquía y todo el Oriente. Cuenta con 1,2 millones de fieles.
4. Iglesia ortodoxa de Jerusalén, presidida por Teófilo III, patriarca de la Ciudad Santa de Jerusalén y toda Palestina. Cuenta con 200 000 fieles.
Desde el punto de vista ortodoxo, hasta el cisma de 1054 existía una pentarquía entre esos cuatro patriarcados y el patriarcado de Occidente en Roma, al que reconocían como el primero en el rango de precedencia.
Otras 5 Iglesias también tienen el rango de patriarcados. El orden de precedencia es disputado por las Iglesias rusa y algunas otras eslavas, que sitúan a la Iglesia georgiana entre la rusa y la serbia:
5. Iglesia ortodoxa rusa, presidida por Cirilo I, patriarca de Moscú y toda la Rus. Cuenta con 140 millones de fieles.
6. Iglesia ortodoxa serbia, presidida por Porfirio, patriarca serbio, arzobispo de Peć y metropolitano de Belgrado. Cuenta con 11 millones de fieles.
7. Iglesia ortodoxa rumana, presidida por Daniel Ciobotea, patriarca de toda Rumanía, arzobispo de Bucarest y metropolitano de Muntenia y Dobrogea. Cuenta con 20 millones de fieles.
8. Iglesia ortodoxa búlgara, presidida por Daniel de Bulgaria, patriarca de toda Bulgaria y metropolitano de Sofía. Cuenta con 8 millones de fieles.
9. Iglesia ortodoxa y apostólica georgiana, presidida por Elías II, patriarca-catolicós de Georgia, arzobispo de Mtsjeta-Tiflis y metropolitano de Abjasia y Bichvinta. Cuenta con entre 4,5 y 5 millones de fieles.
Las siguientes Iglesias tienen como primado a un arzobispo o a un metropolita, por orden de precedencia:
10. Iglesia ortodoxa chipriota, presidida por Crisóstomo II, arzobispo de Nea Justiniana y todo Chipre. Cuenta con entre 550 000 y 650 000 fieles.
11. Iglesia ortodoxa de Grecia, presidida por Jerónimo II, arzobispo de Atenas y toda Grecia. Cuenta con 10 millones de fieles.
12. Iglesia ortodoxa polaca, presidida por Sabas, metropolitano de Varsovia y toda Polonia. Cuenta con 600 000 fieles.
13. Iglesia ortodoxa albanesa, presidida por Anastasio, arzobispo de Tirana, Durrës y toda Albania. Cuenta con 400 000 fieles.
14. Iglesia ortodoxa checa y eslovaca, presidida por Rastislav, arzobispo de Praga y metropolitano de todas las Tierras Checas y Eslovaquia. Cuenta con 75 000 fieles.
15. Iglesia ortodoxa de Ucrania, presidida por Epifanio, metropolitano de Kiev y toda Ucrania.
Las Iglesias rusa, búlgara, georgiana, polaca y la checa y eslovaca reconocen la autocefalia y están en comunión con una Iglesia más:
- Iglesia ortodoxa en América, presidida por Tikhon Mollard, arzobispo de Washington y Metropolitano de toda América y Canadá. Cuenta con 1 millón de fieles.

Aunque en su nombre llevan un marcado carácter nacional, las Iglesias ortodoxas no tienen índole nacionalista. Es decir, independientemente de su origen étnico o autoidentificación con una de esas Iglesias, los fieles pueden participar en la vida parroquial de cualquiera de ellas gracias al estatus canónico común de las Iglesias hermanadas, practicado ampliamente por los emigrantes.

### Iglesias autónomas y autogobernadas

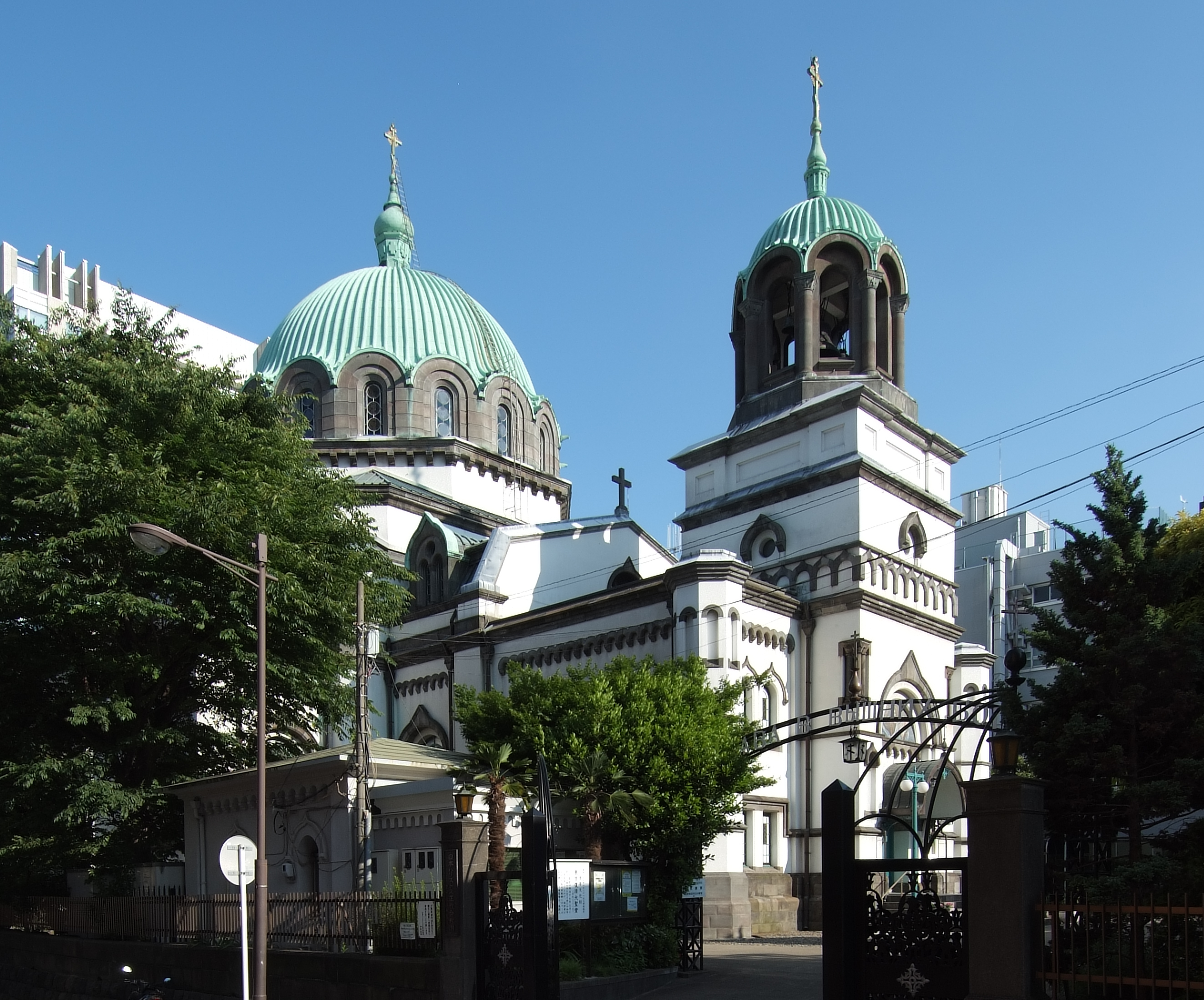
Catedral de la Resurrección del Señor de la Iglesia ortodoxa japonesa en Tokio (Japón)

Las Iglesias autónomas tienen en general las mismas atribuciones de autogobierno que las autocéfalas, excepto por la confirmación y/o consagración de su primado por la Iglesia autocéfala de la que dependen. Iglesias autónomas reconocidas por el patriarca de Constantinopla son tres:
- Iglesia ortodoxa del Monte Sinaí, dependiente del patriarcado de Jerusalén.
- Iglesia ortodoxa finesa, dependiente del patriarcado ecuménico de Constantinopla.
- Iglesia ortodoxa apostólica de Estonia, dependiente del patriarcado ecuménico de Constantinopla. Su autonomía es rechazada por la Iglesia rusa y otras eslavas.
- Iglesia ortodoxa de Ohrid, dependiente del patriarcado serbio y presidida por Stefan Veljanovski, arzobispo de Ohrid y metropolitano de Skopie.[33]

Las Iglesias autónomas que el patriarca de Constantinopla no ha reconocido como canónicas son cinco:
- Iglesia ortodoxa japonesa, dependiente del patriarcado de Moscú.
- Iglesia ortodoxa china, dependiente del patriarcado de Moscú. Permanece sin jerarquía por impedimento de la República Popular China.
- Arzobispado ortodoxo de Ohrid, dependiente del patriarcado de Serbia.
- Metropolitanato ortodoxo rumano de las Américas, dependiente del Patriarcado de Rumania.
- Metropolitanato de Besarabia, dependiente del patriarcado de Rumania, rechazada por el patriarcado de Moscú.

A otras Iglesias les ha sido reconocido menor grado de autogobierno por sus Iglesias autocéfalas madres:
- Iglesia de Creta, semiautónoma, dependiente del patriarcado de Constantinopla.
- Iglesia ortodoxa ucraniana en América del Sur, dependiente del patriarcado de Constantinopla.
- Iglesia ortodoxa ucraniana en Estados Unidos de América, autogobernada, dependiente del patriarcado de Constantinopla.
- Iglesia ortodoxa ucraniana en Canadá, dependiente del patriarcado de Constantinopla.
- Arquidiócesis cristiana ortodoxa antioquena de América del Norte, autogobernada, dependiente del patriarcado de Antioquía.
- Iglesia ortodoxa ucraniana, autogobernada, dependiente del patriarcado de Moscú.
- Iglesia ortodoxa letona, autogobernada, dependiente del patriarcado de Moscú.
- Iglesia ortodoxa estonia del Patriarcado de Moscú, autogobernada, dependiente del patriarcado de Moscú.
- Iglesia ortodoxa moldava, autogobernada, dependiente del patriarcado de Moscú.
- Exarcado patriarcal en Europa Occidental, dependiente del patriarcado de Moscú (desde el 28 de diciembre de 2018).
- Iglesia ortodoxa rusa fuera de Rusia, autogobernada, dependiente del patriarcado de Moscú.

### Iglesias no reconocidas por otras
- Iglesia ortodoxa montenegrina, presidida por el metropolita Mihailo, arzobispo de Cetiña y metropolitano de Montenegro y el Litoral.
- Iglesia rusa ortodoxa en verdad, escindida de la Iglesia ortodoxa rusa fuera de Rusia, presidida por el arzobispo Tijon (Pásechnik).[34]

### Otras Iglesias relacionadas
La Iglesia ortodoxa copta, la Iglesia apostólica armenia y otras antiguas iglesias orientales (las iglesias ortodoxas orientales), que no aceptan el Concilio de Calcedonia, así como los viejos creyentes rusos, por motivos doctrinales tampoco son parte de la comunidad de las iglesias hermanadas que forman la Iglesia católica apostólica ortodoxa, aunque esa mantiene buenas relaciones con las denominaciones cristianas mencionadas.

## Diferencias entre la Iglesia ortodoxa y la Iglesia católica
En síntesis, entre las dos confesiones pueden observarse tanto diferencias de organización, como diferencias doctrinales y teológicas. A pesar de que son numerosas, entre ellas se destacan tales como:

### Diferencias doctrinales
- La Iglesia ortodoxa rechaza la adición del Filioque a la versión latina del Símbolo Niceno-Constantinopolitano, adición aprobada por la Iglesia católica, y considerada por algunos teólogos ortodoxos como herejía, por otros no.[38][39]
- La Iglesia ortodoxa no comparte plenamente el enfoque presentado por la Iglesia católica al proclamar el dogma de la Inmaculada Concepción de la Virgen María en la bula Ineffabilis Deus del papa Pío IX de 1854. Lo considera redundante, más que erróneo. De hecho, la liturgia ortodoxa llama a María, madre de Jesús, «la sin mancha» (akrantos), «toda santa» (panagia) y «sin tacha» (panamomos).[40][41]
- La Iglesia ortodoxa niega la existencia del purgatorio por considerar insuficientes[42][43][44] para aprobarlo las indicaciones bíblicas puestas como una base de la aseveración por los católicos. Sin embargo, se reza por las almas de los difuntos al igual que en la Iglesia católica.

### Diferencias de la organización
- La Iglesia ortodoxa no admite la supremacía universal de derecho del Patriarca de Roma sobre toda la iglesia cristiana. Todos los obispos son iguales. Solo reconoce una «primacía de honor» (primus inter pares).
- La Iglesia ortodoxa enseña que las decisiones de un concilio ecuménico son superiores a las decisiones de cualquier jerarca eclesiástico.[45] La Iglesia católica también enseña que en los concilios ecuménicos, para cuya existencia es precisa la aceptación del papa,[46] reside la infalibilidad prometida a la Iglesia.[47] Asimismo, la Iglesia ortodoxa no admite la infalibilidad del obispo de Roma en ningún caso, mientras que la Iglesia católica la mantiene en casos de proclamar por un acto definitivo la doctrina en cuestiones de fe y moral.[47]
- La Iglesia ortodoxa solo admite 7 concilios ecuménicos; la Iglesia católica reconoce 21.
- En la Iglesia ortodoxa el ministro ordinario del Santo Crisma es el sacerdote; en la Iglesia católica lo es el obispo, y el sacerdote solamente extraordinario.[48]
- En la Iglesia ortodoxa se pueden ordenar hombres casados con una mujer de buena reputación, de tal forma que hay diáconos y presbíteros casados, mientras que otros clérigos, tradicionalmente aquellos con votos monacales, deben ser hombres célibes. Una vez ordenados no se pueden casar, o volver a casar, si es el caso. Los obispos, a partir de la Edad Media, son elegidos de entre los monjes. En la Iglesia católica funciona de la misma manera para los ritos orientales en cuanto al celibato, pero no en el rito latino, donde todos los clérigos, a excepción de los diáconos casados antes de su ordenación,[49] deben ser célibes.
- La Iglesia ortodoxa no tiene (y no admite) órdenes, ni congregaciones. La forma de que un feligrés desee hacer votos de vida consagrada es por medio de los monasterios o los sketes.

### Otras diferencias

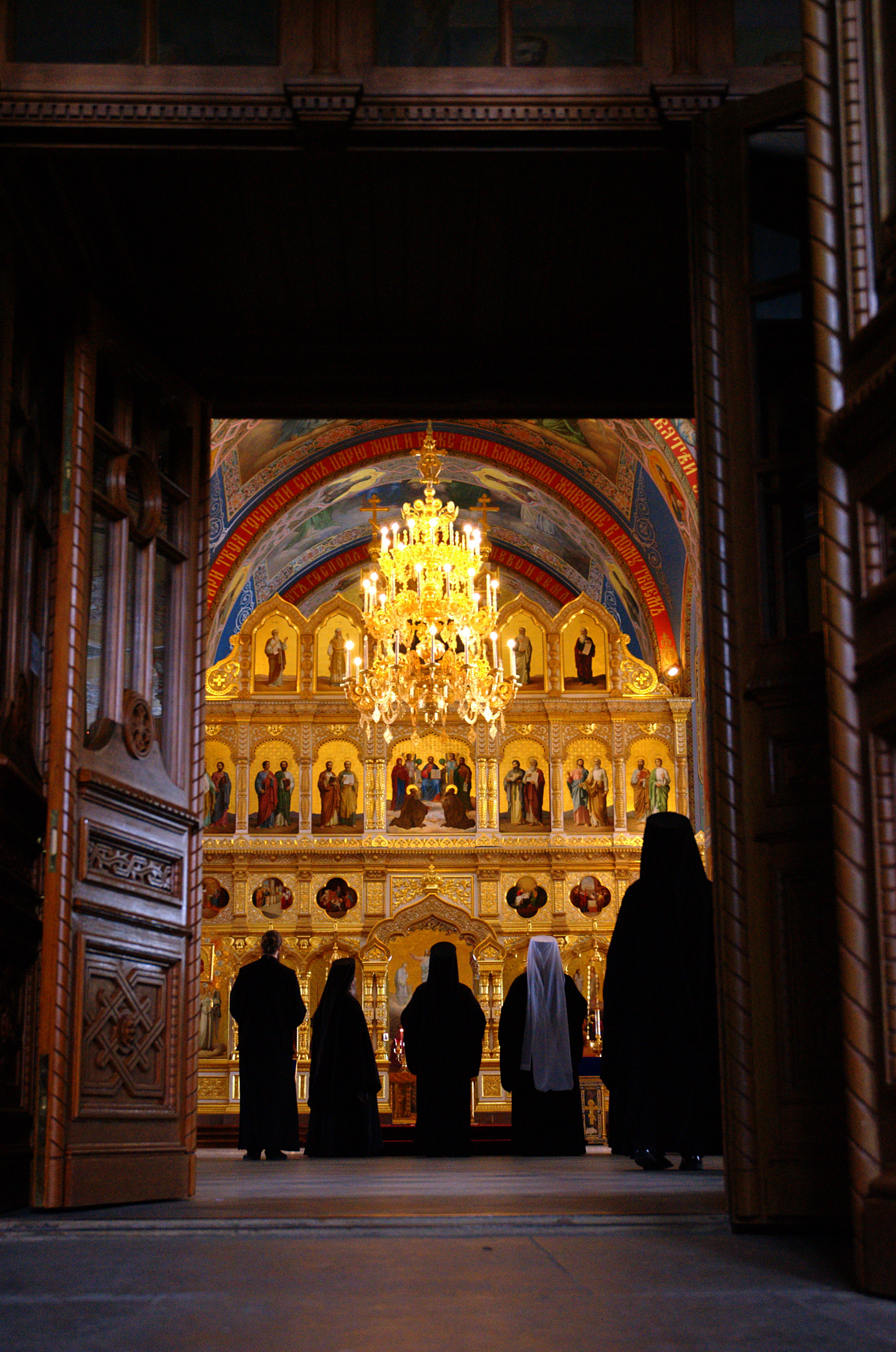
Uno de los iconostasios del monasterio de Valaam en las Islas Valaam en Rusia

- La Iglesia ortodoxa considera que la consagración del pan y del vino en el cuerpo y la sangre de Jesús en la misa se efectúa por el Prefacio, las palabras de Jesucristo en la Última Cena y la epíclesis conjuntamente. La Iglesia católica, por su parte, enfatiza en las palabras pronunciadas por el sacerdote en persona de «Cristo cabeza», confesando que la transubstanciación ocurre por la virtud de las palabras de Jesús y la acción del Espíritu en la epíclesis.
- En la Iglesia ortodoxa no se admiten las imágenes tridimensionales para veneración, como las estatuas de santos, sino únicamente imágenes planas, o bidimensionales, tales como pinturas o mosaicos, tradicionalmente llamados iconos. Las esculturas o bajorrelieves que se encuentran en el interior de los templos ortodoxos son de carácter solo ornamental.
- La liturgia ortodoxa no utiliza instrumentos musicales, solo la voz humana. En la antigua tradición practicada por la ortodoxia de Oriente no es practicado el canto gregoriano, como se da en el catolicismo o ritos de la ortodoxia occidental.
- Los jerarcas de la Iglesia ortodoxa reprobaban la práctica de venta de indulgencias en la antigüedad.[50]